# Кристенсен, Ингер
И́нгер Кри́стенсен (дат. Inger Christensen; 16 января 1935, Вайле — 2 января 2009, Копенгаген) — датская писательница.

## Биография
Ингер Кристенсен родилась в 1935 году в семье портного и повара. Закончила Педагогический колледж в Орхусе (1958). Преподавала математику в Художественном колледже, печаталась в периодике, затем целиком посвятила себя литературе. Дебютировала поэтическими сборниками 1962 и 1963 годов, которые сразу привлекли к себе внимание зрелостью и смелыми экспериментами.
В 1959—1976 была замужем за поэтом Поулем Борумом (1934—1996).

## Творчество
Автор книг стихов, несколько из которых («Это», 1969; «Азбука», 1981; «Долина бабочек», 1991) причисляются критикой к высшим достижениям датской поэзии XX в., а также романов и повестей, книг для детей. Среди наиболее заметных достижений Кристенсен — её вклад в развитие так называемой «систематической поэзии» (дат. systemdigtning), построенной на соответствии избранной поэтической формы какому-либо предзаданному структурному принципу (алфавиту, последовательности чисел Фибоначчи и т. п.).

## Отзывы
Татьяна Бонч-Осмоловская в рецензии на книгу «Избранное» пишет:
В стихотворениях Кристенсен, что естественно для датского поэта, — снег, зима, лед, «водяная корка». Внутри этой корки — живое, теплое: «Под кожей / защищается / сердце» («Водяная корка»). Лето здесь кратко, растение, едва поднявшись над землей, уже знает о смерти: «Невысокое солнце в этом маленьком году / папоротник размышляет о мраке» («Сандемусе»). Здесь господствует зима, «шиферно-серая», серая: «Это изношенное до серости дерево» («Наклон в лесу»), белая: хлопья снега, перья птиц, мысль о свете («Я мыслю свет»), безбрежная, бесконечная, безлюдная, где ближайшая к тебе земля — это звезда: «то что мы называли сушей / ближайшие звезды» («Как шиферно-серое море»). Такая перспектива способствует увеличению масштабов, размышлению о глобальном и вечном, об устройстве солнечной системы, месте человека в мире.
Поэт Виктор Лисин пишет о своих впечатлениях от русского издания избранных произведений Кристенсен следующее:
В ранней поэзии Кристенсен мне видится мир, напоминающий ледяную рыбу с трещинами-ранами-стихами в ее коже. Пространство вокруг стихов огромно, и я представляю себе Кристенсен неким морем — невидимо (!) любящим эти раны. Но дальше за ранней книгой «Свет» (1962) следует «Стихотворение о смерти» (1989) — смерть предстаёт множеством лиц, даёт возможность оживания в них и взгляда оттуда. И всё это в финале отрицает «Долина бабочек» (1991), в которой звучит наконец песня самого мира.

## Признание
Член Датской королевской академии (1978), Европейской поэтической академии (1994), Берлинской академии искусств(2001). Литературная премия Шведской академии (1994), Австрийская государственная премия по европейской литературе (1994), Премия г. Мюнстер за международную поэзию (1995), Литературная премия Америки (2001), премия Тумаса Транстрёмера (2005) и др. Кристенсен на протяжении многих лет рассматривалась как один из наиболее вероятных претендентов на Нобелевскую премию.

## Произведения
- 1962: Свет / Lys: digte , стихи
- 1963: Трава / Græs: digte , стихи
- 1964: Вечный двигатель / Evighedsmaskinen, роман
- 1967: Azorno, роман
- 1969: Это / Det, стихи (Премия критики)
- 1972: Интриганы / Intriganterne, пьеса
- 1976: Расписанная комната. В переводе: Брачный чертог (комната призраков) / Det malede værelse. En fortælling fra Mantua, исторический роман об итальянском Ренессансе, в центре — Андреа Мантенья
- 1979: Апрельское письмо / Brev i april, стихи
- 1979: История, которую нельзя не рассказать / Den historie der skal fortælles
- 1981: Азбука / Alfabet, стихи
- 1982: Часть лабиринта / Del af labyrinten, эссе
- 1982: Большое путешествие в неизвестность / Den store ukendte rejse, книга для детей
- 1987: Зимний вечер в Уфа и другие пьесы / En vinteraften i Ufa og andre spil
- 1988: Натальины рассказы / Nataljas fortællinger
- 1989: Стихотворение о смерти / Digt om døden, поэма
- 1990: Микель и весь его зверинец / Mikkel og hele menageriet, книга для детей
- 1991: Долина бабочек: реквием / Sommerfugledalen, венок сонетов (книга входит в Датский культурный канон)
- 1998: Собрание стихотворений / Samlede digte
- 2000: Состояние тайны / Hemmelighedstilstanden, эссе

## Публикации на русском языке
- Стихотворение о смерти / Пер. А. Прокопьева // Иностранная литература. 2010. № 3.
- Из книги «Свет» / Пер. А. Прокопьева // Воздух. 2014. № 4.
- Два эссе (Бесклассовый язык; Мне снится город) / Пер. М. Горбунова // Иностранная литература. 2014. № 11.
- Избранное / Пер. с датского А. Прокопьева и М. Горбунова. — [Б. м.]: Ариэль, 2015. — 144 с. — (Serie malen; 08). — 250 экз. — ISBN 978-91-87605-20-8.
- Две книги «Свет» и «Трава» / Пер. с датского М. Тюриной-Оберландер. — М.: Вест-Консалтинг, 2018. — 125 с. — 500 экз. — ISBN 978-5-91865-489-7.
- Сцена. Вариативности. Фрагмент из книги «Это» / Пер. с датского А. Прокопьева // Лиterraтура. 20.08.2018.
- Это (Det). Prologos (с сокращениями) / Пер. А. Прокопьева, послесл. М. Горбунова // Иностранная литература. 2018. № 9. С. 234—250.
- Стихи и эссе / Пер. с датского А. Прокопьева и М. Горбунова. — СПб.: Издательство Ивана Лимбаха; Кноппарт: Издательство «Ариэль», 2018. — 720 с. — 500 экз. — ISBN 978-5-89059-342-9; ISBN 978-91-87605-40-6[8].
- Брачный чертог (комната призраков) / Перевод с датского М. Горбунова под редакцией Алёши Прокопьева. – М.: Типография «Белый ветер», 2023. – 140 с.